# Cournanel
Cournanel is een gemeente in het Franse departement Aude (regio Occitanie) en telt 524 inwoners (1999). De plaats maakt deel uit van het arrondissement Limoux.

## Geografie
De oppervlakte van Cournanel bedraagt 6,4 km², de bevolkingsdichtheid is 81,9 inwoners per km².
De onderstaande kaart toont de ligging van Cournanel met de belangrijkste infrastructuur en aangrenzende gemeenten.

## Demografie
Onderstaande figuur toont het verloop van het inwonertal (bron: INSEE-tellingen).

Vanwege een beveiligingsprobleem met de MediaWiki Graph-software is het momenteel niet mogelijk deze grafiek weer te geven. Zodra de software is bijgewerkt zal de grafiek vanzelf weer zichtbaar worden.